# فرانك رويز
فرانك رويز (بالإسبانية: Frank Ruíz)‏ (30 نوفمبر 1966 بإيكا في بيرو - ) هو مدرب كرة قدم ولاعب كرة قدم بيروفي في مركز الدفاع. لعب مع أليانزا ليما وديبورتيفو مانيسيبال ‏ وVeria F.C. ‏ واتحاد هوارال.

## وصلات خارجية
- فرانك رويز على موقع قاعدة بيانات كرة القدم.إي يو (الإنجليزية)